# Classe Voyager
La classe Voyager est une classe de cinq navires de croisière réalisée pour l'opérateur américain de croisière Royal Caribbean Cruise Line.
Ils ont été construits sur le chantier finlandais Kvaerner Masa Yards du groupe STX Finland Cruise Oy à Turku.
Ils sont de type post-Panamax  ne leur permettant pas le franchissement des écluses du canal de Panama.

## Les unités de la classe Voyager
- Voyager of the Seas - mis en service en octobre 1999.
- Explorer of the Seas - mis en service en octobre 2000.
- Adventure of the Seas - mis en service en novembre 2001.
- Navigator of the Seas - mis en service en décembre 2002.
- Mariner of the Seas - mis en service en novembre 2003.